# Oklahoma City
Oklahoma City je najveći i glavni grad američke savezne države Oklahoma. Grad upravno pripada okrugu Oklahoma čije je i središte.

## Stanovništvo
Prema popisu stanovništva iz 2000. godine grad je imao 506.132 stanovnika, 204.434 domaćinstava i 129.360 obitelji koje su živjele na području grada, prosječna gustoća naseljenosti bile je 321,9 stan./km².
Prema rasnoj podjeli u gradu živi najviše bijelaca kojih ima 68,4%, druga najbrojnija rasa su Afroamerikanaci kojih ima 15,04%, dok su treća po brojnosti rasa Azijati kojih ima 3,5%, dok Indijanaca ima 3,5%.

## Šport
U Oklahoma Cityu postoji NBA klub Oklahoma City Thunder koji se 2008. godine preselio iz Seattlea te promijenio ime.

## Gradovi prijatelji
- Haikou, Kina
- Puebla, Meksiko
- Rio de Janeiro, Brazil
- Tainan, Tajvan
- Taipei, Tajvan
- Uljanovsk, Rusija

## Vanjske poveznice
- Službene stranice grada